# Pistolet AMT AutoMag III
AutoMag III – amerykański pistolet samopowtarzalny. Pistolet był zasilany nabojem pośrednim .30 Carbine. AutoMag III był bronią przeznaczoną do polowań na drobną zwierzynę i strzelania sylwetkowego.
AutoMag III została skonstruowany przez Larrego Grossmana. AutoMag III był produkowany od 1992 roku przez firmę Irwindale Arms Inc., później prawa do produkcji pistoletu przejęła firma Galena Industries Inc. Produkcję pistoletu AutoMag III zakończono pod koniec lat 90. Obecnie (od 2004 r.) prawami do wytwarzania pistoletu dysponuje firma High Standard Corporation, ale nie zdecydowała się ona na wznowienie produkcji.

## Opis
AMT AutoMag III był bronią samopowtarzalną. Zasada działania oparta na krótkim odrzucie lufy. Zamek ryglowany przez przekoszenie lufy.  Połączenie lufy z zamkiem w położeniu zaryglowanym zapewniał występ ryglowy wchodzący w wyżłobienie w zamku. Odryglowanie zapewniał występ odryglowujący lufy
Mechanizm spustowy bez samonapinania z kurkowym  mechanizmem uderzeniowym. Skrzydełko bezpiecznika znajdowało się na zamku.
AutoMag III był zasilany z wymiennego, jednorzędowego magazynka pudełkowego o pojemności 8 naboi umieszczonego w chwycie. Zatrzask magazynka po lewej stronie chwytu.
Lufa gwintowana.
Przyrządy celownicze regulowane (muszka i szczerbinka).